# Iris 〜しあわせの箱〜
「iris 〜しあわせの箱〜」（アイリス しあわせのはこ）は、Salyuの10枚目のシングル。

## 概要
セルフ・プロデュース作品。編曲および音楽プロデュースは渡辺善太郎。
2ヶ月連続シングルリリースの第2弾作品。期間限定生産盤と通常盤の2形態が同時発売されており、限定盤はタイアップとなった『レイトン教授と悪魔の箱』の特製スリーブケース仕様となっており、ケースの裏にはSalyu自身をアニメキャラクター風に描いたイラストも当てられている。限定盤・通常盤ともに初回プレス生産分には、同時発売のPV集DVD『Salyu Clips 2004-2007』との連動特典として、購入者抽選応募券が封入されている。

## 収録曲
1. iris 〜しあわせの箱〜（5:34）
（作詞:Salyu　作曲:Ryoki Matsumoto）
  - レベルファイブニンテンドーDS用ゲームソフト『レイトン教授と悪魔の箱』テーマソング

自身初となるゲームタイアップ曲。タイトルの「iris」とはアヤメのことで、アヤメの花言葉である「伝言」「消息」「愛しています」をモチーフにしている。歌詞のテーマは「（別れにおける）悲しみ」で、ゲームのシナリオや絵コンテを読みながら「悲しみは解決するものではなく、向き合い続けて行くものである」という問題提起を見出し、歌詞制作を行った。
楽曲制作にあたり、2007年6月にゲームとのコラボレーションの企画が開始されたが、完パケの期限は8月いっぱいと、制作期間は約2ヶ月しか与えられなかった。また、「英語のフレーズの使用禁止」「アコーディオンの音色を取り入れる」「曲の長さは5分から8分で仕上げる」「タイトルに"しあわせの箱"と入れる」等、ゲーム制作側からの様々な制約があった。その上で幾人かの作曲家にデモ制作を依頼し、最終的に松本良喜が書き上げた楽曲を採用した。
2. WHEREABOUTS 〜for Anthony〜（4:27）
（作詞:Salyu　作曲:Tatsuya Kokufu）
前作「LIBERTY」に引き続き、作曲家の国府達矢とのコラボレーション曲。サブタイトルの「for Anthony」とは、『レイトン教授と悪魔の箱』に登場するキャラクターであるアンソニーに捧げる曲として、「iris 〜しあわせの箱〜」と同じテーマを持ちつつも、Salyu曰く「"乾き"を重点を置いているので寂しい印象は強いが、力に満ちた作品」とコメントしている。
3. River（4:00）
（作詞、作曲:Joni Mitchell）
ジョニ・ミッチェルの1971年発表の楽曲のカバー。（クリスマスソング）

## 収録アルバム
- 『MAIDEN VOYAGE』 (#1)